# Porto Torres
Puerto Torres (en italiano: Porto Torres; en sardo, Posthudòrra; en catalán, Port de Torres) es una localidad italiana de la provincia de Sácer, región de Cerdeña, con 22.134 habitantes. Dispone de un área arqueológica con ruinas de termas romanas. También en Porto Torres se encuentra la Catedral románica de San Gavino.
Desde el puerto salen y llegan transbordadores desde Génova, Marsella, Civitavecchia, Toulon, Porto Vecchio, Ajaccio, Propriano, Livorno y Barcelona. La carretera nacional SS131/E25 conecta al municipio con Sassari y Cagliari y además hay otra carretera nacional (SS200) que conduce a Castelsardo.

## Geografía humana

### Demografía
| Gráfica de evolución demográfica de Porto Torres entre 1861 y 2001 |
|                                                                    |
| Fuente ISTAT - elaboración gráfica de Wikipedia                    |

## Sìmbolos

### Escudo
|                        |
| Escudo original (1842) |

|                 |
| Escudo obsoleto |

|            |
| Escudo hoy |

## Política

### Administraciones públicas
| Período de tiempo              | Nombre                 | Partido político y coalición                                                                                                | Asignación        | Anotaciones |
| ------------------------------ | ---------------------- | --- | ----------------- | ----------- |
| 20/07/1988 hasta el 24/06/1990 | Rodolfo Cermelli       | Democracia Cristiana | Alcalde (Sindaco) | [ 7 ]       |
| 27/07/1990 hasta el 28/06/1993 | Giacomo Rum            | Partido Socialista Italiano                                                                                                 | Alcalde (Sindaco) | [ 7 ]       |
| 28/06/1993 hasta el 12/05/1997 | Alfredo Dessì          | PRC, PDS e PSd'Az | Alcalde (Sindaco) | [ 7 ]       |
| 12/05/1997 hasta el 28/05/2001 | Eugenio Cossu          | PRC, PDS e FdV | Alcalde (Sindaco) | [ 7 ]       |
| 28/05/2001 hasta el 01/02/2005 | Gilda Usai Cermelli    | FI, listas cívicas, AN, CCD, CDU,                                                                                           | Alcalde (Sindaco) | [ 7 ]       |
| 23/05/2005 hasta el 15/06/2010 | Luciano Mura           | DS, PSd'Az, DL, SDI, PdCI, PRC                                                                                              | Alcalde (Sindaco) | [ 7 ]       |
| 15/06/2010 hasta el 10/02/2015 | Beniamino Luigi Scarpa | listas cívicas "Città Democratica", "Partecipazione Democratica", "La Sinistra", "Nuova Porto Torres", "L'altra città", IdV | Alcalde (Sindaco) | [ 7 ]       |
| 18/06/2015 hasta el 09/11/2020 | Sean Christian Wheeler | Movimiento 5 Estrellas | Alcalde (Sindaco) | [ 7 ]       |
| 09/11/2020                     | Massimo Mulas          | Progetto Turritano, PD, Italia en Común                                                                                     | Alcalde (Sindaco) | [ 7 ]       |

## Localidades hermanadas
Camposano (Italia) (2016)